# So Happy I Could Die
Pistes de The Fame Monster
Telephone (featuring Beyoncé) Teeth
So Happy I Could Die est une chanson de l'artiste américaine Lady Gaga, issue de son deuxième album The Fame Monster et sortie en 2009. Inspirée par le « Monstre représentant la Peur de l'Alcool » de Gaga, la chanson parle d'un « endroit joyeux » où les gens vont au moment où il y a le plus « d’influence ». Peu après la sortie de l'album, la piste attira une grande part de l'attention des médias pour son contexte à forte connotation sexuelle.
De genre synthpop et dance-pop, So Happy I Could Die contient des parties dans lesquelles le logiciel auto-tune a été utilisé. La chanson reçut des critiques plutôt mitigées. Certains critiques trouvèrent sa composition relativement similaire à la chanson Pocketful of Sunshine de Natasha Bedingfield .

## Développement et composition
La chanson représente la peur de Gaga de ce qu'elle décrit comme le « Monstre de Alcool ». La chanson comporte de nombreuses références à cette peur, comme la ligne : « Happy in the club with a bottle of red wine / Stars in our eyes and we're having a good time » se traduisant par « Heureuses dans le club avec une bouteille de vin rouge / Des étoiles dans nos yeux car nous passons un bon moment ». Dans une interview, elle dit que la chanson parlerait de « notre endroit joyeux » où nous allons lorsque nous sommes sous « l'influence », et cette peur est divisée entre deux chansons. La chanson fait aussi référence à la masturbation, comme le démontrent les lignes « And in the silence of the night / Through all the tears and all the lies / I touch myself and it's alright » se traduisant par « Et dans le silence de la nuit / À travers toutes les larmes et tous les mensonges / Je me [touche] caresse et c'est bon ».
Selon la partition publiée sur Musicnotes.com par Sony/ATV Music Publishing, la chanson a été écrite dans une indication de mesure banale, et a été composée en la mineur (Am) avec un tempo de 100 battements par minute. Les gammes vocales de Gaga évoluent entre la3 et la4 et la chanson suit une séquence harmonique basique Fa Maj.-Sol Maj.-mi min.-la min. (F–G–Em–Am).

## Performances en direct

Gaga interprétant So Happy I Could Die, portant la Living Dress lors d'un concert en 2010 du Monster Ball Tour

Lady Gaga interpréta la chanson pendant certaines dates de la première partie Nord-Américaine du Monster Ball Tour. Plus tard, elle utilisera une version remaniée de la chanson pour la tournée. Durant cette première partie, elle interpréta la chanson avant Teeth et portait un corset en cuir noir. Pour la version remaniée, elle porta la Living Dress, une robe blanche qui « bouge » voir « devient vivante » à chaque fois que la chanteuse se déplace. La chanson est interprétée après la Twister Interlude. Parce qu'elle a une grande scène pour la version remaniée de la tournée, elle interpréta la chanson sur des pistes qui s'étendent vers le milieu de l'auditoire. Après avoir chanté le premier couplet, Gaga se lève afin que les fans puisse mieux voir cette robe. Vers la fin de la chanson, Gaga est « abaissée » afin de changer de costume pour pouvoir interpréter la chanson suivante.
La chanson a également été interprétée avec Speechless au Musée d'art contemporain de Los Angeles.

## Crédits et personnel
- Lady Gaga – voix, écriture, producteur, clavier, voix de fond
- RedOne – écriture, production, programmation, clavier

Crédits adaptés des notes linéaires de l'album The Fame Monster.

## Classements
| Chart (2009)     | Meilleure position |
| ---------------- | ------------------ |
| UK Singles Chart | 84                 |